# Jostein Stordahl
Jostein Stordahl (ur. 20 maja 1966 w Sarpsborg) – norweski niepełnosprawny sportowiec, reprezentant kraju na igrzyskach paraolimpijskich w curlingu, podnoszeniu ciężarów i żeglarstwie, dwukrotny mistrz świata w curlingu na wózkach. 

## Curling
Stordahl uprawia curling od 2004; reprezentuje Halden Curling Club. Od początku był związany z drużynami kierowanymi przez Rune Lorentsena. W mistrzostwach świata zadebiutował w roku 2007. Norwegia dostała się do fazy play-off po wygraniu meczu barażowego z Japonią (Yoji Nakajima). Dwa kolejne mecze były bardzo wyrównane i to Skandynawowie sięgnęli po złote medale, pokonując 8:7 Kanadę (Chris Daw) i 5:4 Szwajcarię (Manfred Bolliger). Norwegowie w 2008 obronili złote medale w finale, pokonując Koreę Południową (Kim Hak-sung).
Rok później ekipa Lorentsena zajęła 7. miejsce.
Dwa mistrzostwa świata w okresie 2007–2009 sprawiły, że Norwegia w kwalifikacjach do Zimowych Igrzysk Paraolimpijskich 2010 zdobyła najwięcej punktów – 28. W Round Robin turnieju w Vancouver zespół wygrał trzy a przegrał sześć meczów. Ostatecznie uplasował się na 9. miejscu. Mistrzostwa Świata 2011 Norwegowie zakończyli na najniższym stopniu podium. Podczas czempionatów w 2012 i 2013 wygrali tylko po dwa mecze i zajęli 9. i 10. miejsce.

### Drużyny
|           | Czwarty/-a     | Trzeci/-a          | Drugi/-a           | Otwierający/-a    |
| --------- | -------------- | ------------------ | ------------------ | ----------------- |
| 2011/2013 | Rune Lorentsen | Jostein Stordahl   | Terje Rafdal       | Sissel Løchen     |
| 2010/2011 | Rune Lorentsen | Jostein Stordahl   | Tone Edvardsen     | Terje Rafdal      |
| 2009/2010 | Rune Lorentsen | Jostein Stordahl   | Geir Arne Skogstad | Lene Tystad       |
| 2008/2009 | Rune Lorentsen | Geir Arne Skogstad | Jostein Stordahl   | Anne Mette Samdal |
| 2007/2008 | Rune Lorentsen | Jostein Stordahl   | Geir Arne Skogstad | Lene Tystad       |
| 2006/2007 | Rune Lorentsen | Geir Arne Skogstad | Jostein Stordahl   | Lene Tystad       |

## Żeglarstwo
Żeglarstwo uprawia od 1986. W 1992 i 1998 sięgnął po krajowe tytuły mistrzowskie w klasie 2.4mR. Czterokrotnie reprezentował Norwegię na igrzyskach paraolimpijskich w latach 1996, 2000, 2004 i 2008. Podczas pierwszych zawodów żeglarstwo było dyscypliną pokazową, Jostein Stordahl z Kjellem Karlsenem, Rolfem Lilleaasem i Ernstem Torpem zajęli 13. miejsce. Cztery lata później uczestniczył w rywalizacji klasy 2.4mr, kończąc na 9. miejscu. W dwóch ostatnich igrzyskach startował w trzyosobowej klasie Sonar; Norwegowie (Jostein Stordahl, Aleksander Wang Hansen i Per Eugen Kristiansen) uplasowali się odpowiednio na 11. i 4. miejscu.

## Podnoszenie ciężarów
Jostein w tej dyscyplinie wystąpił na Letnich Igrzyskach Paraolimpijskich 1988, w kategorii do 82,5 kg. Z wynikiem 147,5 kg uplasował się na 4. miejscu.

## Życie prywatne
W wieku 17 lat został poszkodowany w wypadku kolejowym w Fredrikstad, w wyniku którego amputowano mu prawą nogę.